# Kapelle Gorbitz

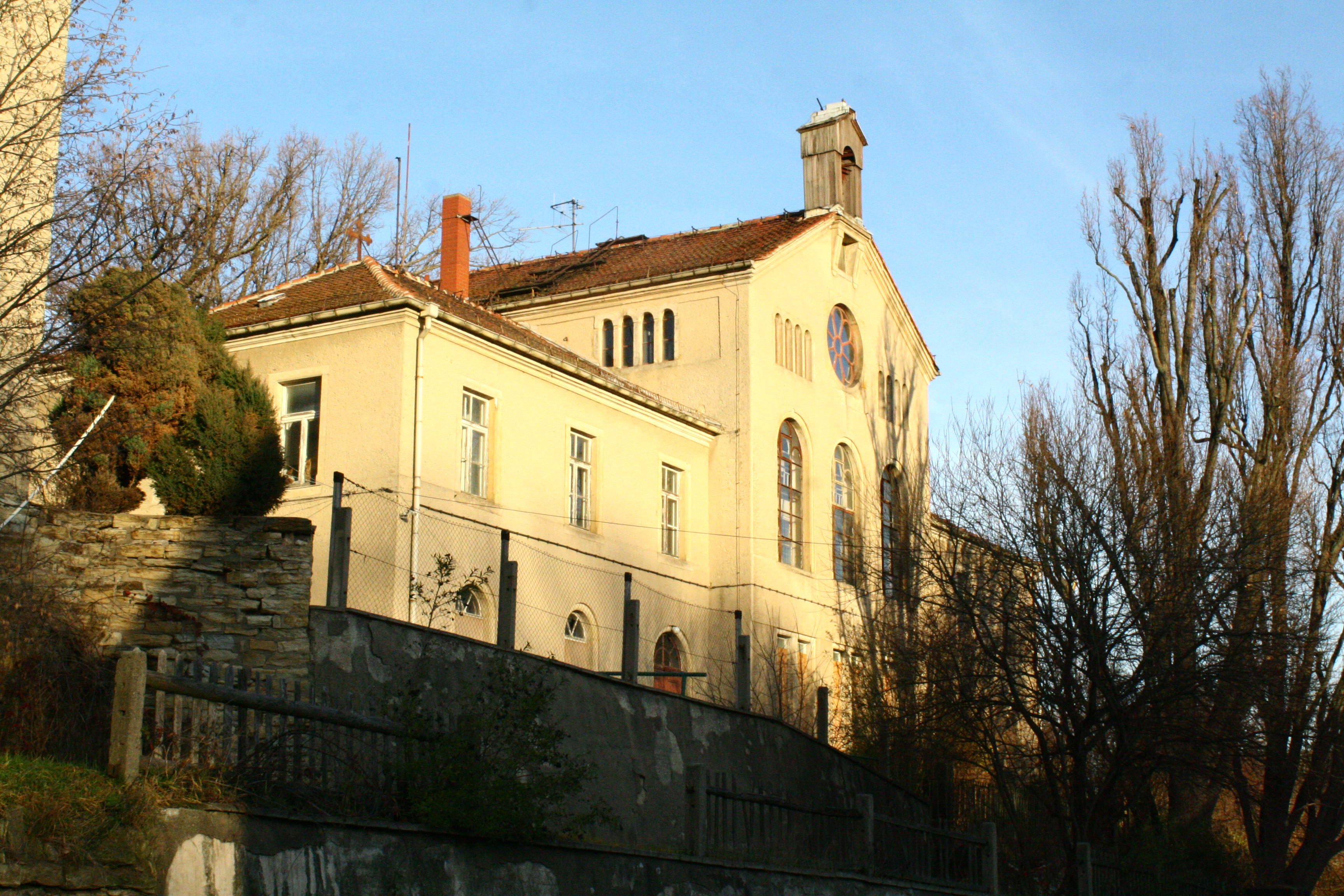
Die Kapelle Gorbitz (2020), Blick von der Uthmannstraße

Die Kapelle Gorbitz ist ein denkmalgeschützter ehemaliger Kirchenbau im Dresdner Stadtteil Gorbitz. Sie wurde zusammen mit mehreren Nebengebäuden zwischen 1876 und 1880 errichtet und zunächst als Diakonenbildungsanstalt genutzt. Ab 1913 diente sie der Gorbitzer Kirchgemeinde als Gotteshaus. Sinkende Mitgliederzahlen der Gemeinde führten 2010 zur Entwidmung des Gebäudes, das seitdem ungenutzt ist.

## Geschichte

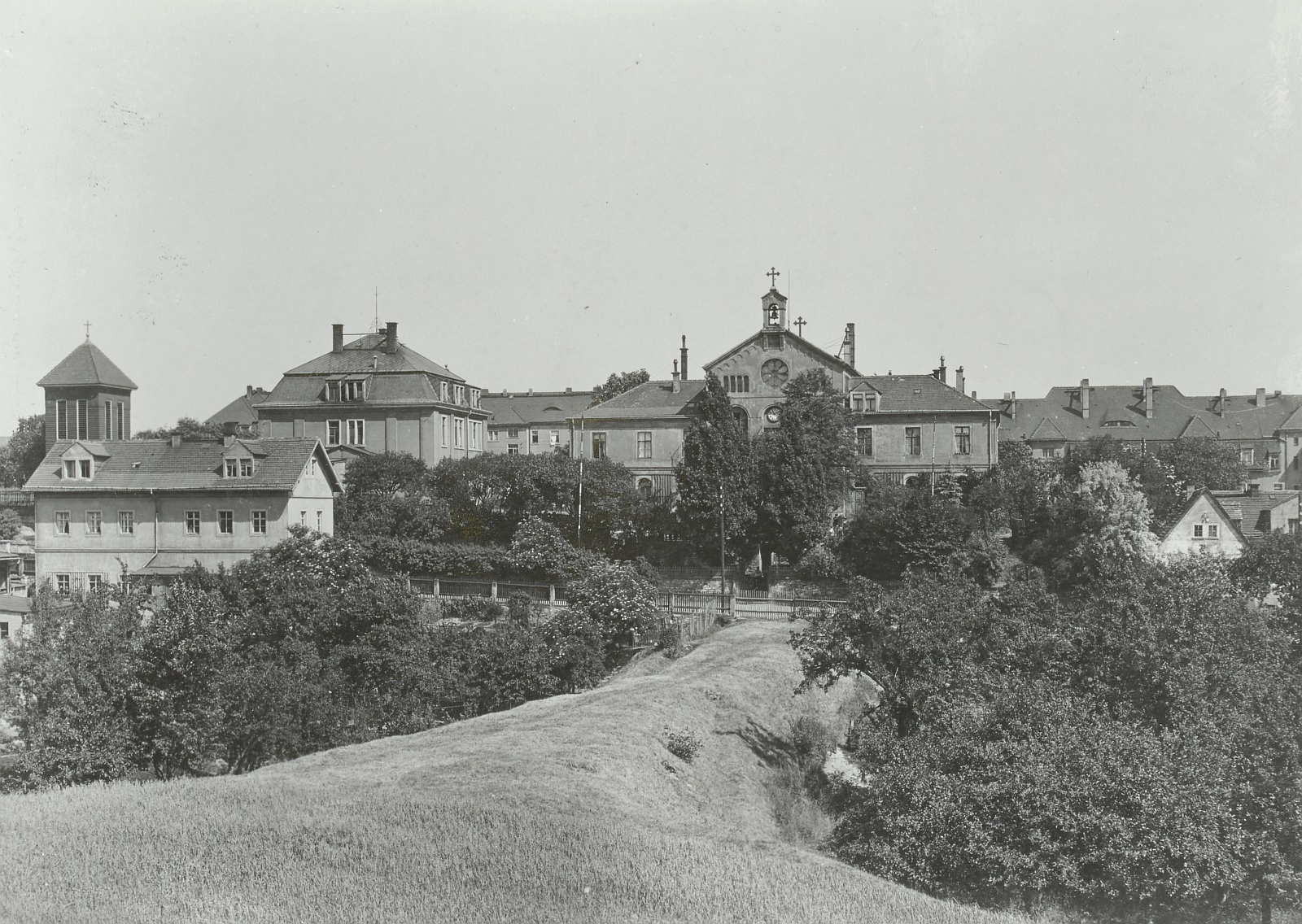
Blick auf die Kapelle und ihre Nebengebäude (vor 1919)

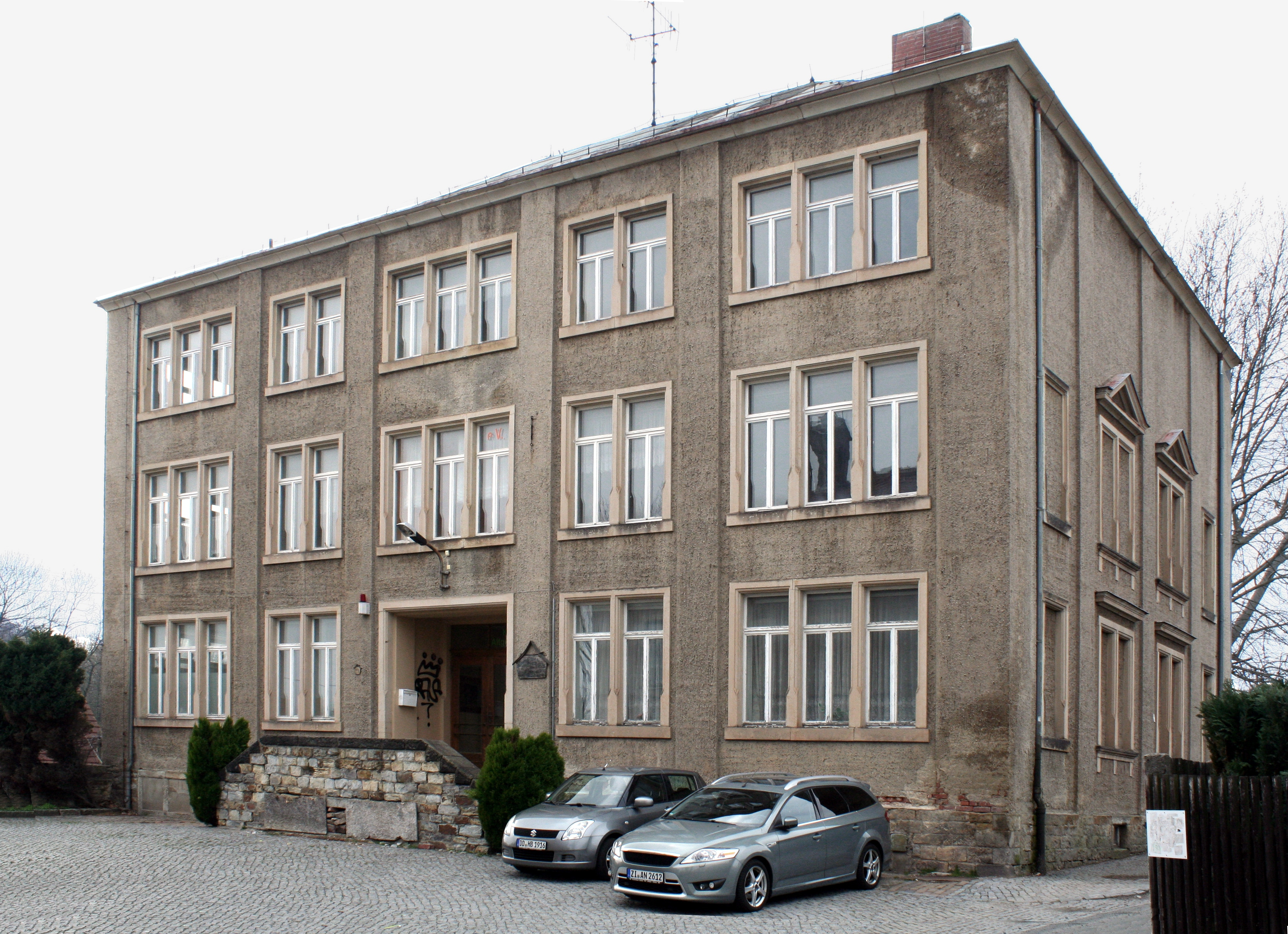
Nebengebäude der Kapelle, bis 2003 als Schule (74. POS Kurt Aschenbach/74. Mittelschule) genutzt

### Vorgeschichte
Die Bewohner von Gorbitz und der Nachbardörfer Gompitz und Pennrich besaßen viele Jahrhunderte lang kein eigenes Gotteshaus, sondern besuchten die gut 3 km nördlich von Gorbitz gelegene Briesnitzer Kirche. Dort gibt es bis heute die „Gorbitzer Halle“, über welche die Gorbitzer Gemeindemitglieder das Gebäude betraten.

### Die Diakonenbildungsanstalt
Der Diakonieverein der evangelischen Landeskirche plante ab 1872 den Bau einer Bildungsanstalt, die der Ausbildung junger Männer zu Diakonen und Brüdern der inneren Mission dienen sollte. Weiterhin sollten hier „entartete oder in Gefahr der Entartung stehende Kinder bis zur Konfirmation“ eine Erziehung und Schulbildung erhalten. 1876 wurde zu diesem Zweck ein Grundstück an der Uthmannstraße in Gorbitz erworben. Bis 1880 entstand hier ein ausgedehnter Gebäudekomplex, dessen Bau aus Spenden finanziert wurde. Das Hauptgebäude wurde 1878 begonnen und am 1. Advent 1879 geweiht. Es enthielt im Erdgeschoss Unterrichtsräume, im Ost- und Westflügel die Wohnräume des Anstaltsleiters Emil Höhne und seiner Mitarbeiter und im Obergeschoss eine Kapelle, die auch von den Gorbitzer Bürgern genutzt werden konnte. Ein Nebengebäude wurde als Schule genutzt. Zur Anstalt gehörten weiterhin ein Mädchenwohnheim, zwei als „Schweizerhaus“ und „Bienenkorb“ bezeichnete Wohngebäude für die Jungen und die angehenden Diakone, eine Baumschule und Gärtnerei und ab 1893 auch ein Bauerngut in Oberpesterwitz. Das Männerwohnhaus war über einen unterirdischen Gang mit der Anstalt verbunden. Die Kinder und Jugendlichen sollten sich in der Anstalt unter Aufsicht der Diakone dem Obst- und Gartenbau widmen. Mit dem Verkauf der Erzeugnisse wurde die Anstalt finanziert.
1883 wurden anlässlich des 400. Geburtstags von Martin Luther vor der Kapelle zwei Eichen gepflanzt, je eine für Ober- und Niedergorbitz.
Bis 1886 wurden in der Anstalt 39 Diakone ausgebildet, 236 Kinder und Jugendliche erhielten eine Schulbildung. Da in Gorbitz keine Möglichkeit zur Erweiterung der Anstalt bestand, erwarb Emil Höhne 1899 Land in Moritzburg und verlegte sie dorthin. Unter der Bezeichnung Evangelische Hochschule Moritzburg besteht die Einrichtung dort bis heute.

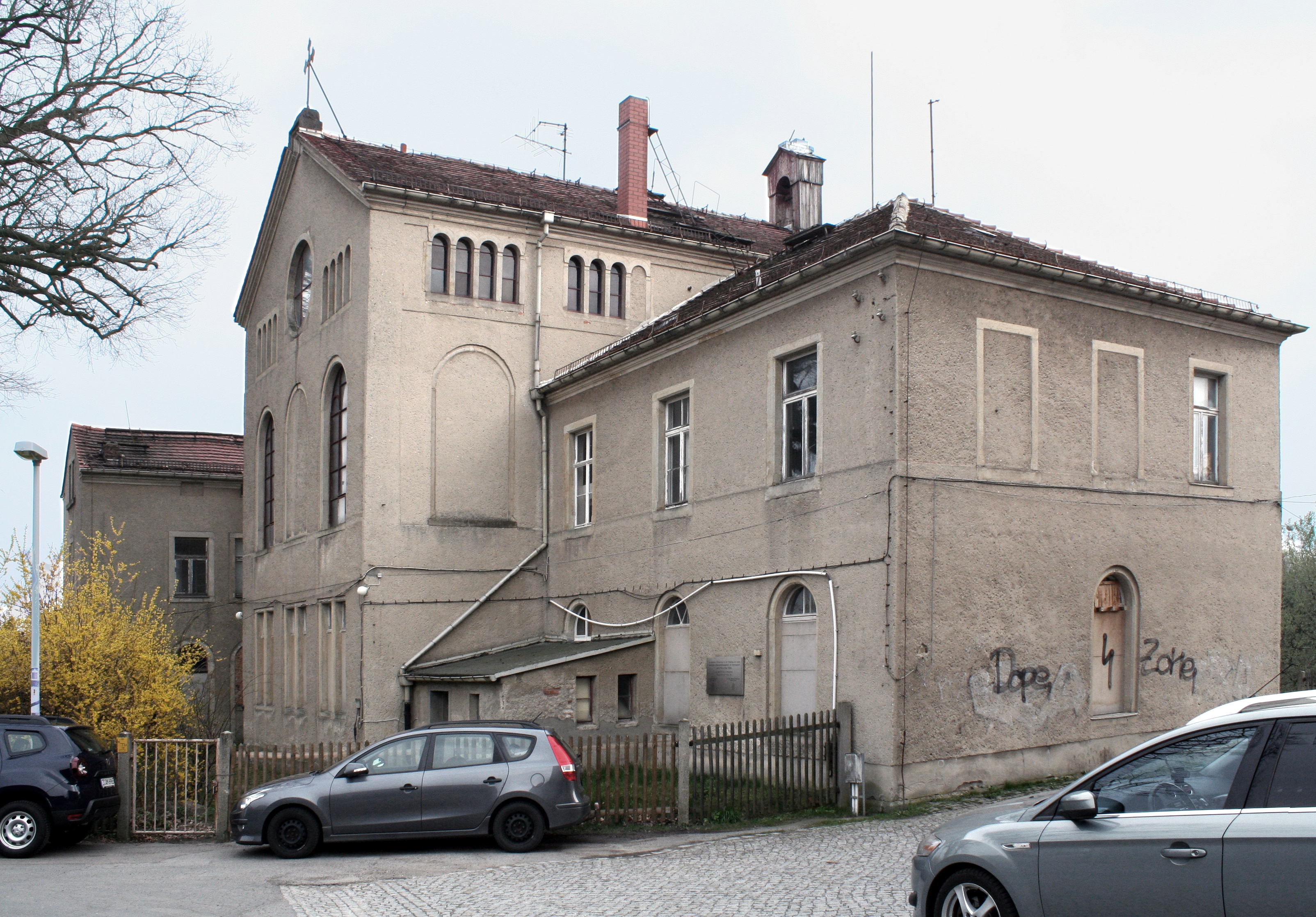
Blick auf die Kapelle von Nordwesten
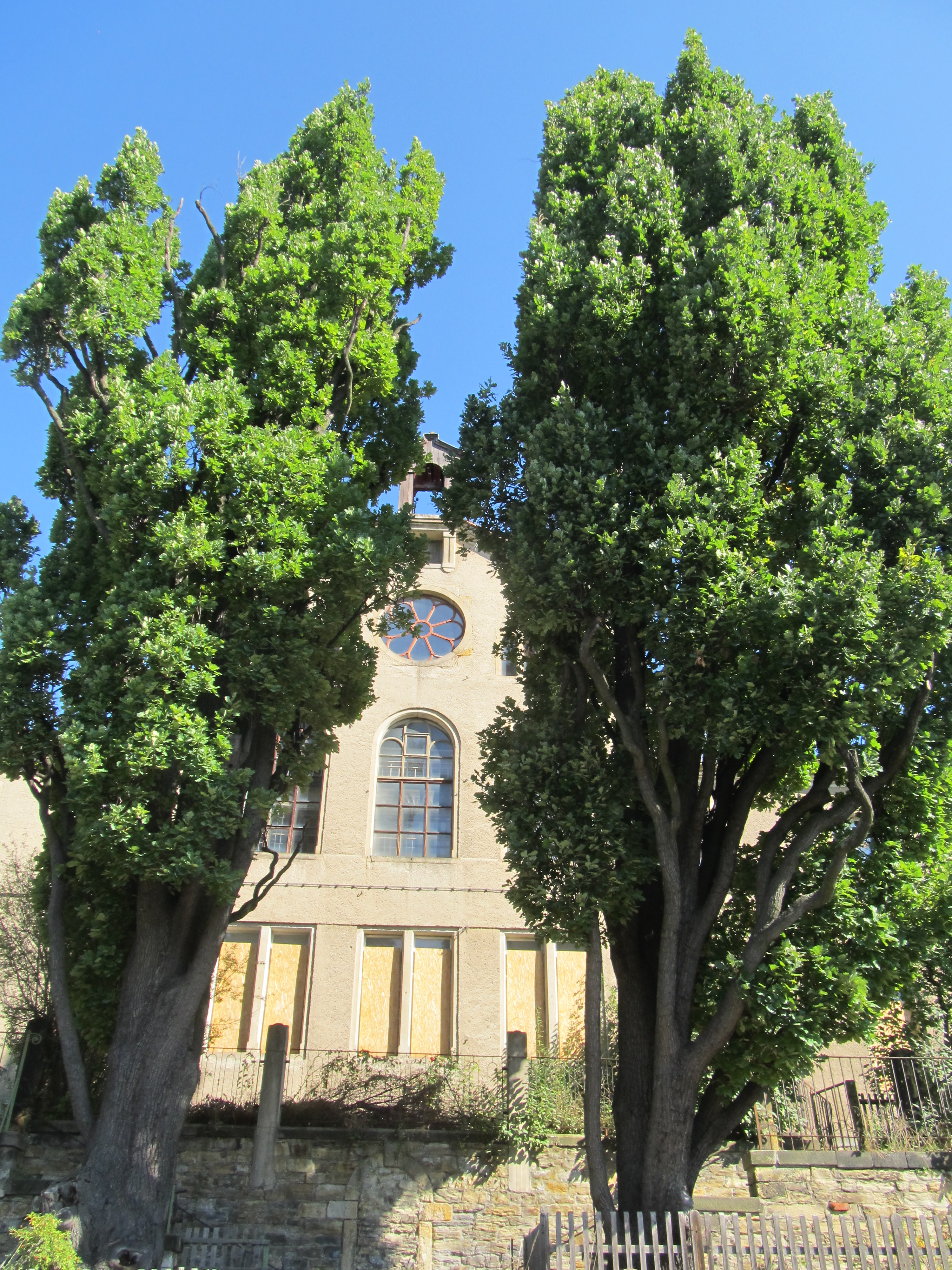
Die Luthereichen
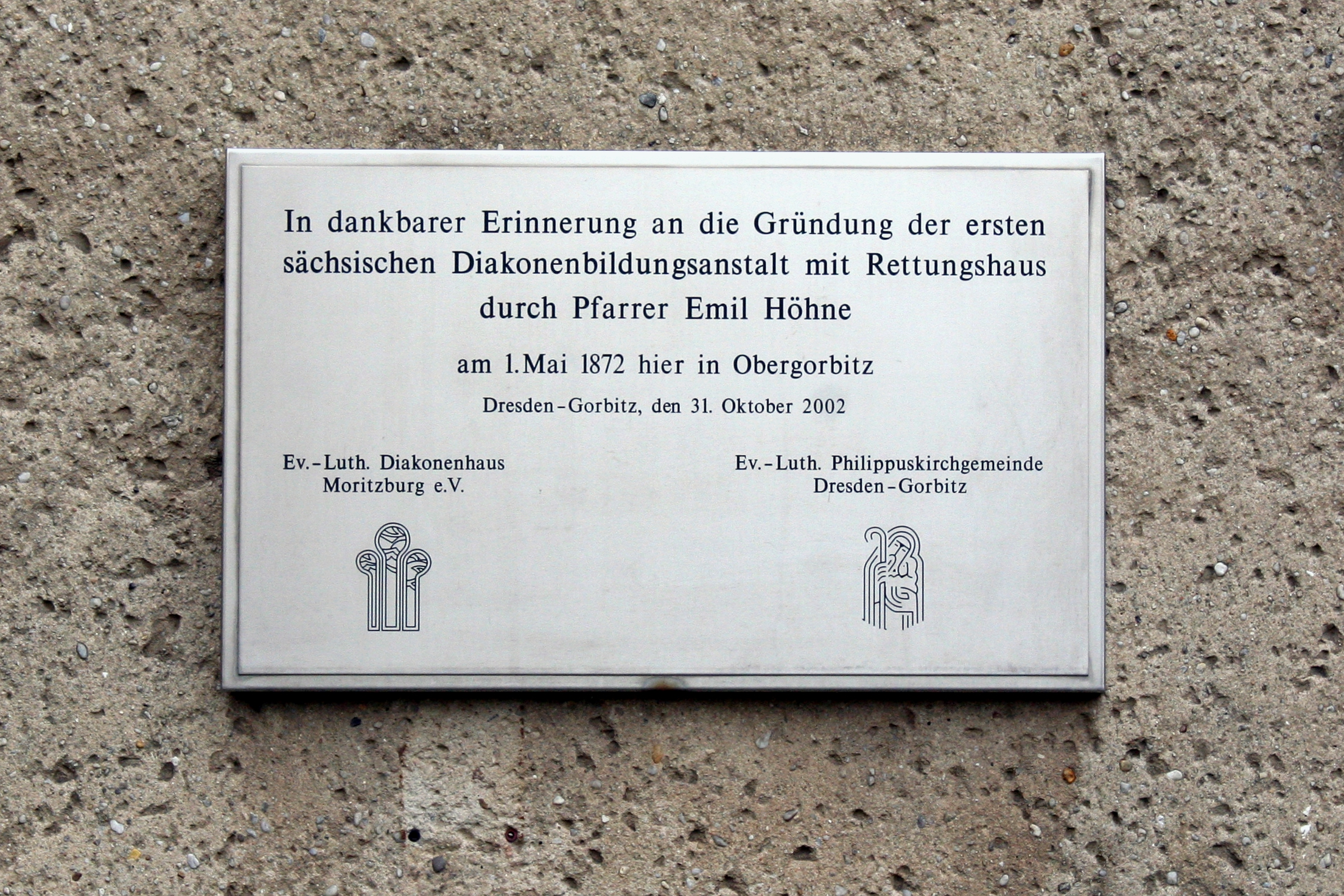
Gedenktafel für Emil Höhne

### Gotteshaus der Gorbitzer Kirchgemeinde

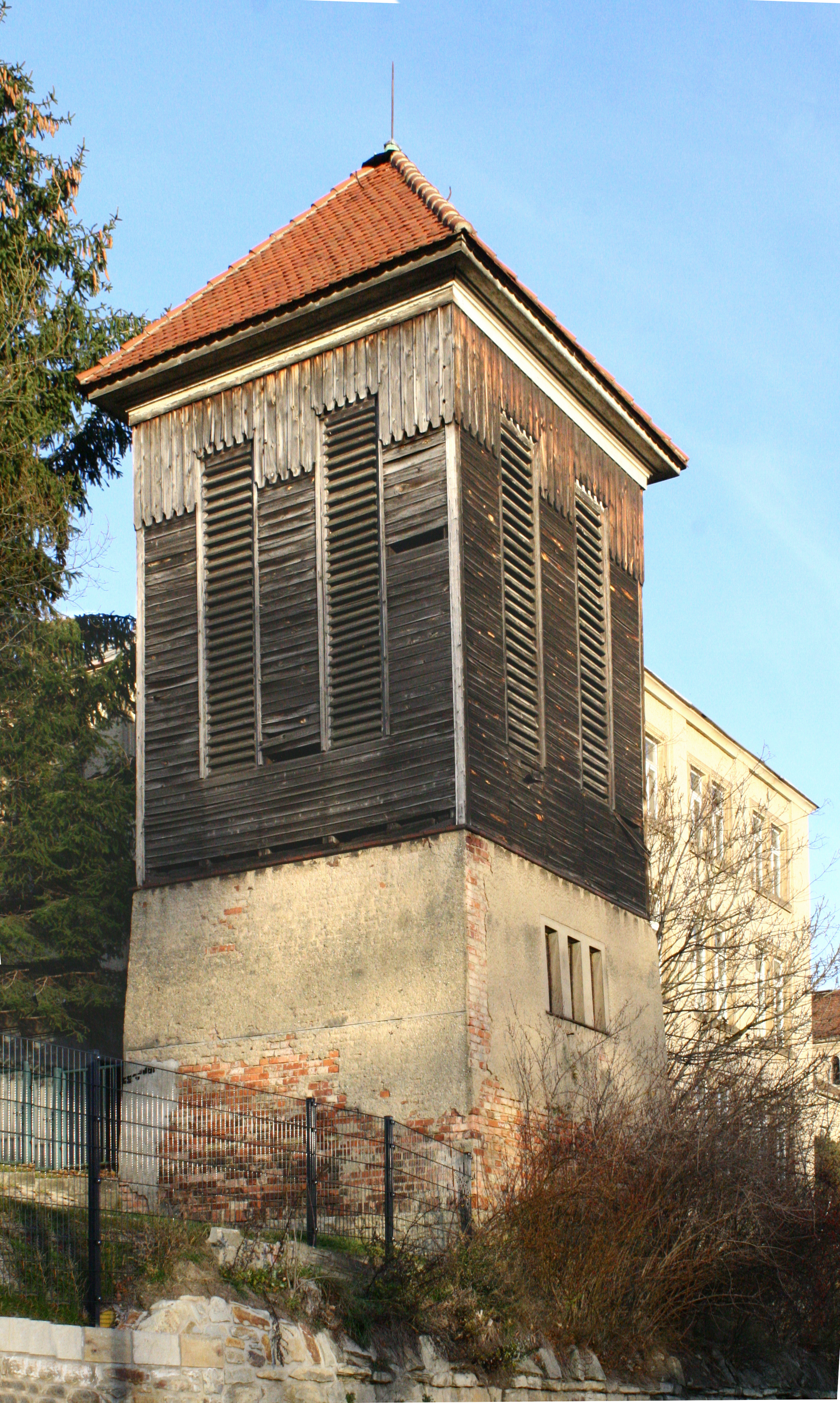
1907 errichteter Glockenturm

Der Gebäudekomplex an der Uthmannstraße wurde von Höhne an die Gemeinde Obergorbitz verkauft, nachdem die Kirchgemeinde Briesnitz kein Interesse gezeigt hatte. Die Gemeinde nutzte ihn ab 1900 als Schule. Auch Gottesdienste wurden weiterhin in der Kapelle gehalten. Hierfür wurde ein eigener Pfarrer angestellt, der Gorbitz als Filialgemeinde von Briesnitz betreute. 1907 wurde westlich des Schulgebäudes ein hölzerner Glockenturm errichtet. 1913 wurde die Kapelle zum Gotteshaus der nun selbstständigen Kirchgemeinde Gorbitz. Zwischen 1925 und 1928 wurden einige Umbauten am Gebäudekomplex durchgeführt.
In den 1980er Jahren entstand nördlich des Gorbitzer Ortskerns ein Neubaugebiet. Dort gründete sich die neue evangelische Philippus-Kirchgemeinde. Wegen sinkender Mitgliederzahlen fusionierte die Gorbitzer Kirchgemeinde 2001 mit der Philippus-Gemeinde. Die Gorbitzer Kapelle wurde nun im Wechsel mit der neuen Philippuskirche zunächst weiterhin für Gottesdienste genutzt, 2010 jedoch entwidmet. Ursprünglich war eine Weiternutzung durch die Koreanische Evangelische Gemeinde Dresden geplant, das Gebäude steht jedoch seit 2010 leer.
Seit 2002 erinnert eine Gedenktafel an der Kapelle an den Anstaltsgründer Emil Höhne. Im westlichen Nebengebäude war bis 2003 die 74. Mittelschule untergebracht.
Die Kapelle, die zur Uthmannstraße führenden Treppen, die zur Straße hin liegenden, aus Pläner errichteten Stützmauern des Grundstücks und der Glockenturm stehen unter Denkmalschutz.

## Ausstattung
1914 erhielt das Gebäude eine Jehmlich-Orgel mit elf Registern, zwei Manualen und 762 Orgelpfeifen. Sie wurde 1956 restauriert und dabei um zwei Register erweitert.
Nach dem Ersten Weltkrieg wurde die Kapelle mit Buntglasfenstern ausgestattet, die der Kunstmaler Karl Schulz gestaltet und die Kunstglaserei Horst Heymann in Wölfnitz gefertigt hatte. Sie zeigen unter anderem ein Hirtenmotiv und die Namen von 194 Gemeindemitgliedern, die im Krieg gefallen waren.
Im Glockenturm hängen drei Stahlglocken, die in Bochum gegossen wurden.
Nach der Entwidmung der Kapelle wurde die Gebäudeausstattung der polnischsprachigen evangelischen Gemeinde in Český Těšín zum Geschenk gemacht.